# 바스켓볼 다이어리
《바스켓볼 다이어리》(영어: The Basketball Diaries)는 1995년 공개된 미국의 범죄 드라마 영화이다. 스콧 캘버트가 감독을 맡았으며, 짐 캐럴의 회고록 《배스킷볼 다이어리》를 원작으로 한다. 레오나르도 디카프리오, 로레인 브라코, 제임스 매디오, 패트릭 맥고, 마크 월버그 등이 출연하였다.

## 출연
- 레오나르도 디카프리오 - 짐 캐럴 역
- 로렌 브라코 - 짐의 어머니 역
- 제임스 매디오 - 페드로 역
- 패트릭 맥고 - 뉴트런 역
- 마크 월버그 - 미키 역
- 로이 쿠퍼 - 맥널티 신부 역
- 브루노 커비 - 스위프티 역
- 알렉산더 채플린 - 보보 역
- 줄리엣 루이스 - 다이앤 무디 역
- 마이클 임피리올리 - 바비 역
- 어니 허드슨 - 레지 역
- 신시아 대니얼 - 윙키 역
- 브리트니 대니얼 - 블링키 역

## 같이 보기
- 벤 이즈 백
- 뷰티풀 보이 (2018년 영화)